# IMSI
La identidad internacional de abonado móvil o IMSI (del inglés international mobile subscriber identity) es un código de identificación único para cada dispositivo de telefonía móvil, integrado en la tarjeta SIM, que permite su identificación a través de las redes GSM y UMTS.

## Características
El código IMSI, de acuerdo al estándar ITU E.212 y que también se encuentra especificado en la norma 3GPP TS 23.003,  está formado por:
- MCC: código del país (3 dígitos) 716
- MNC: código de la red móvil (2 o 3 dígitos) 06
- MSIN: número de 9 o 10 dígitos como máximo que contiene la identificación de la estación móvil (MS o Mobile Station).52952503786

El número máximo de dígitos del IMSI es de 15.
La traducción del número de teléfono móvil al IMSI se realiza en el  registro de ubicación base.

## Ejemplo
IMSI: 334050141620218
| MCC  | 334       | México    |
| MNC  | 050       | Telcel    |
| MSIN | 141620218 | 141620218 |